# Françoise Delord
Pour les articles homonymes, voir Delord.
Françoise Delord, née Doucet le 30 janvier 1940 à Nice et morte le 3 décembre 2021 à Romorantin-Lanthenay, est la fondatrice du ZooParc de Beauval.

## Biographie

### Études et débuts dans le spectacle
Françoise Doucet est élevée seule par sa mère institutrice près de Montargis. Elle étudie au lycée Jeanne d'Arc à Orléans puis s'inscrit au Conservatoire national d'art dramatique. Elle étudie au conservatoire pendant deux ans.
Françoise Doucet souhaite entrer à la Comédie-Française et y jouer Phèdre. En attendant, elle travaille à Bobino où elle présente onze spectacles par semaine. 

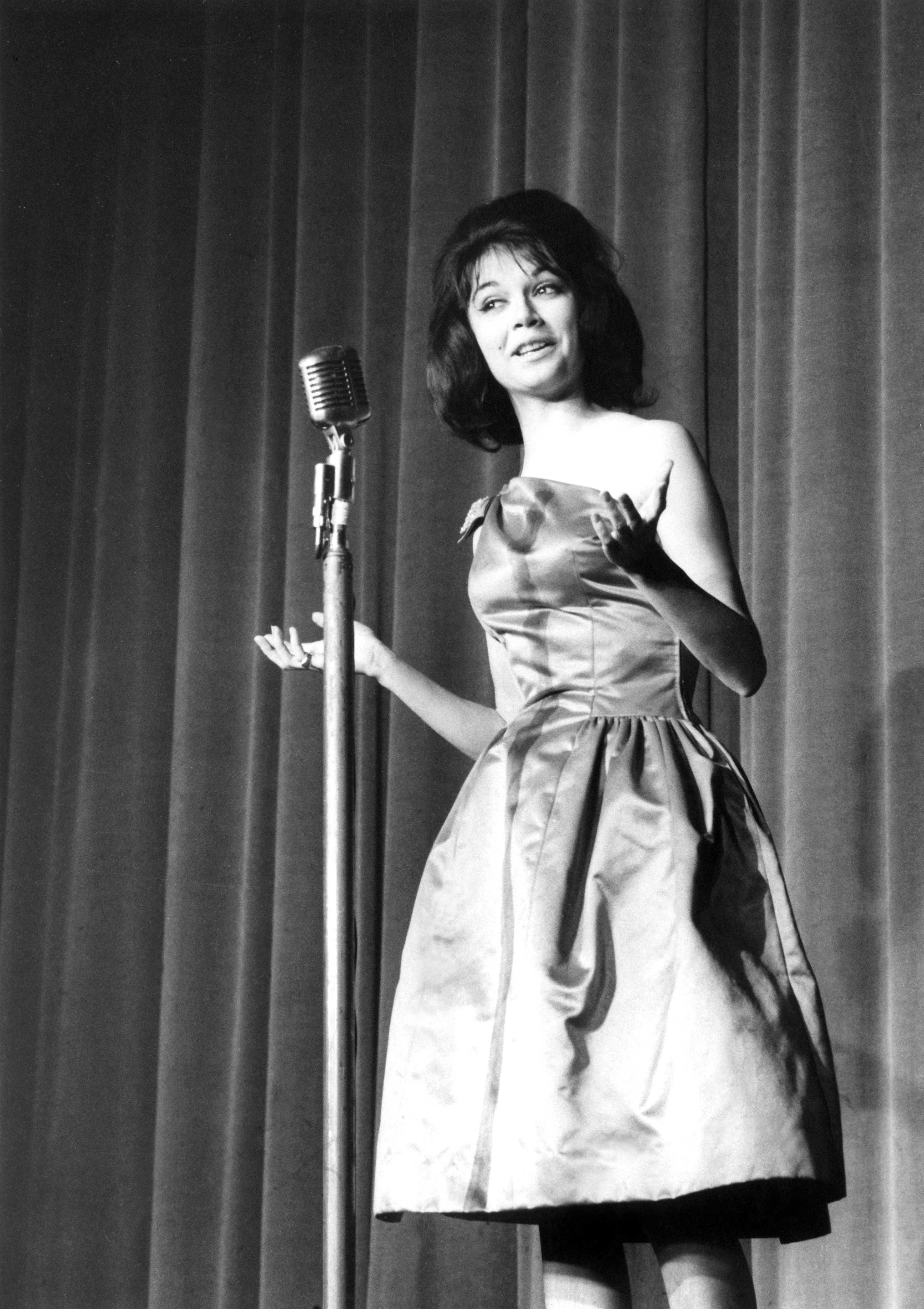
Françoise Delord sur scène à Bobino

Elle côtoie pendant six ans certaines personnalités telles que Jacques Brel, Léo Ferré ou Georges Brassens. Elle rencontre et épouse un copain de scène, Jacques Delord, un magicien. Elle a deux enfants avec lui, Rodolphe et Delphine, puis divorce.

### De la volière de l'appartement au zoo
C'est au début des années 1970 que Françoise Delord gagne un couple d'oiseaux — des becs d'argent — lors d'une visite au salon de l'enfance avec sa fille. « Le déclic est venu de là », affirme-t-elle. Elle se passionne pour les oiseaux et va régulièrement à l'animalerie pour en acquérir de nouveaux, elle construit une volière dans son appartement parisien. Le nombre de ses pensionnaires à plumes atteint 300, un déménagement s'impose.

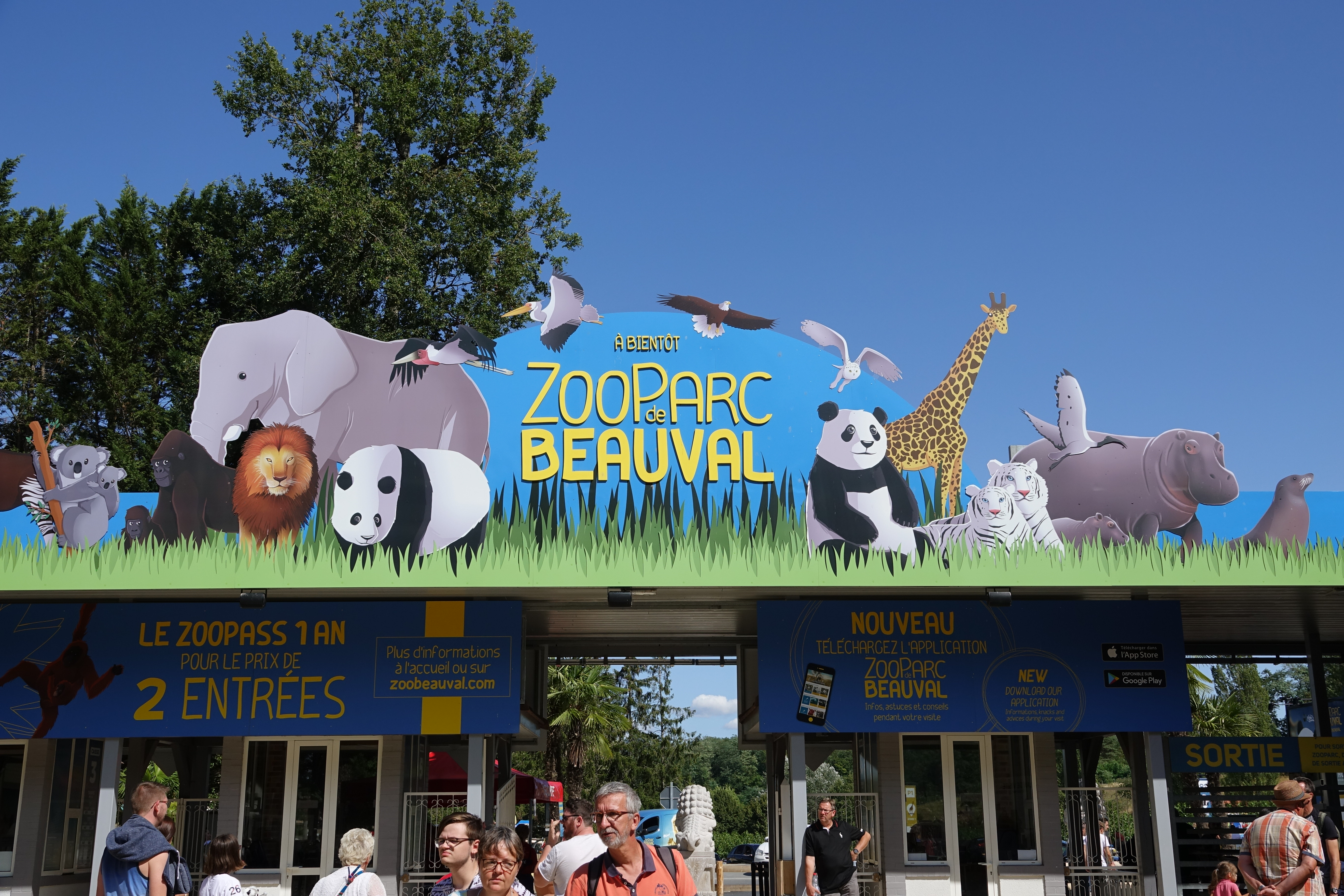
Entrée du ZooParc de Beauval en 2019.

Elle quitte la capitale et s'installe avec son mari et ses enfants à Saint-Aignan, dans une propriété de cinq hectares. Elle ouvre un parc ornithologique en 1980, qui se transforme en zoo en 1989 grâce à l'arrivée de félins. La fréquentation du parc augmente fortement deux ans plus tard après l'accueil de deux tigres blancs, les premiers en France. Elle préside le ZooParc de Beauval qui ne cesse de grandir et de présenter de nouveaux animaux. Il s'étend désormais sur 44 hectares et accueille 35 000 animaux. Elle laisse progressivement les commandes à ses deux enfants, Rodolphe Delord et Delphine Delord.
Elle meurt le 3 décembre 2021, à l'âge de 81 ans. Elle est inhumée auprès de son mari au cimetière communal de Saint-Aignan (Loir-et-Cher).

## Œuvres
- Françoise Delord, Instinct, Beauval éditions, dl 2020 (ISBN 978-2-9551964-9-6 et 2-9551964-9-5, OCLC 1144359340, lire en ligne).
- Françoise Delord, Mes oiseaux et moi, Hachette, 1977 (OCLC 3445257, lire en ligne).
- Françoise Delord, Perroquets et perruches, Solar, 1978 (ISBN 2-263-00222-7 et 978-2-263-00222-9, OCLC 30010565, lire en ligne).